# Waiting for Tomorrow
Waiting for Tomorrow è un singolo del DJ olandese Martin Garrix e del DJ statunitense Pierce Fulton, pubblicato il 19 ottobre 2018 come quinto estratto dal terzo EP di Garrix Bylaw EP.

## Descrizione
Traccia conclusiva dell'EP, il brano ha visto la partecipazione vocale di Mike Shinoda, frontman dei Linkin Park.
Le origini del brano affondano già nel 2016, quando Garrix lo presentò in anteprima all'annuale Ultra Music Festival. In origine il brano aveva visto anche il coinvolgimento dei restanti componenti dei Linkin Park ma, a causa della morte dell'altro frontman Chester Bennington, Garrix lo aveva messo da parte fino ad aprile 2018, quando ha apportato le ultime modifiche insieme a Shinoda.

## Video musicale
Il video, diretto da Damian Karsznia, è stato pubblicato in concomitanza con il lancio del singolo e alterna scene di un ragazzo sperduto in un deserto con altre in cui Shinoda canta il brano.

## Tracce
Testi e musiche di Martijn Garritsen, Pierce Fulton, Mike Shinoda e Brad Delson. 
Download digitale – 1ª versione
1. Waiting for Tomorrow (feat. Mike Shinoda) – 4:07

Download digitale – 2ª versione
1. Waiting for Tomorrow (feat. Mike Shinoda) (Extended Version) – 5:22

## Classifiche
| Classifica (2018)              | Posizione massima |
| ------------------------------ | ----------------- |
| Stati Uniti (dance/electronic) | 26                |